# Ханмаара
Ханмаара̀ или Подмола е най-голямата пещера в Калоферска планина, Средна Стара планина. Намира се на около 100 m южно от водопада Райско пръскало.
Пещерата е с широк вход и голяма зала след него. На около 30 m след входа има голямо срутище, което не позволява по-нататъшното проникване в пещерата. В нея почти липсват варовикови пещерни образования.